# Грушецкий, Евгений Николаевич
Евгений Николаевич Грушецкий (род. 20 августа 1874 года) — петербургский архитектор, работавший в архитектурном стиле модерн. Из дворянского рода Грушецких.
Построил памятник погибшим в Первой мировой войне — склеп церкви священномученика Мирона (не сохранилась). Из сохранившихся его работ — доходный дом в стиле модерн по адресу 7-я Красноармейская ул., 5. (1904 год).

## Биография и работы вСанкт-Петербурге
Военный инженер, подполковник (с 1909 года), помощник инспектора строительной части (и. д.), архитектор, губернский секретарь. Член «Общества потомков участников Отечественной войны 1812 года». Работал по ведомству военно-учебных заведений (с 1902 года) в Главном управлении военно-учебных заведений.
Сохранился построенный им в 1904 году доходный дом в стиле модерн (Санкт-Петербург, ул. 7-я Красноармейская, д. 5). Дом изящно отделан лепниной с изображением женских лиц валькирий в крылатых шлемах.
Эти валькирии связаны с популярностью произведений Рихарда Вагнера, премьера которых состоялась на столичной сцене в 1899 году.
В 1915 году Е. Н. Грушецкий выполнил заказ на строительство памятника в церкви священномученика Мирона по адресу: Санкт-Петербург, наб. Обводного канала, 99, который являлся полковым храмом лейб-гвардии Егерского полка. В этом храме по проекту Грушецкого был сооружён склеп, который по проекту должен был быть отделан итальянским мрамором. До октября 1917 в нём было похоронено около 30 человек. В 1930 Мироновская церковь была закрыта, вскоре взорвана и разобрана на кирпич (сегодня на её месте пустырь).

## Семья Е. Н. Грушецкого

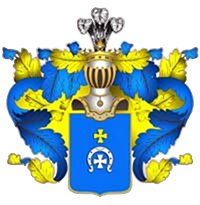
Герб Грушецких

Родителями Грушецкого были Николай Александрович Грушецкий (1836—1886) и Надежда Евгеньевна Фомина (ум. 1884). Грушецкий был женат на Марии Михайловне Хитрово (1877—1956) (праправнучка М. И. Кутузова), которая происходила из второй ветви потомков Кутузова от Анны Михайловны Хитрово (второй дочери М. И. Кутузова, урождённой Голенищевой-Кутузовой). У них было три дочери: Елена (20.04.1900 — 07.01.1990, Москва), Надежда (род. 20 августа 1901) и Вера (1910—1984, Жуковский, МО), и сын Виктор (род. 31 марта 1903).

### Поколенная роспись жены, М. М. Хитрово, кМ. И. Кутузову
1. Михаил Илларионович Голенищев-Кутузов (1745—1813). Жена — Екатерина Ильинична Бибикова (1754—1824).
2. Анна Михайловна Голенищева-Кутузова (1782—1846), дочь полководца. Муж — Николай Захарович Хитрово (1779—1827).
3. Александр Николаевич Хитрово (1805—1865). Жена — кн. Вяземская Елизавета Николаевна.
4. Михаил Александрович Хитрово (1837 — позднее 1896). Жена — Бахметева Софья Петровна (1848—1910).
5. Мария Михайловна Хитрово

## Работы Е. Н. Грушецкого

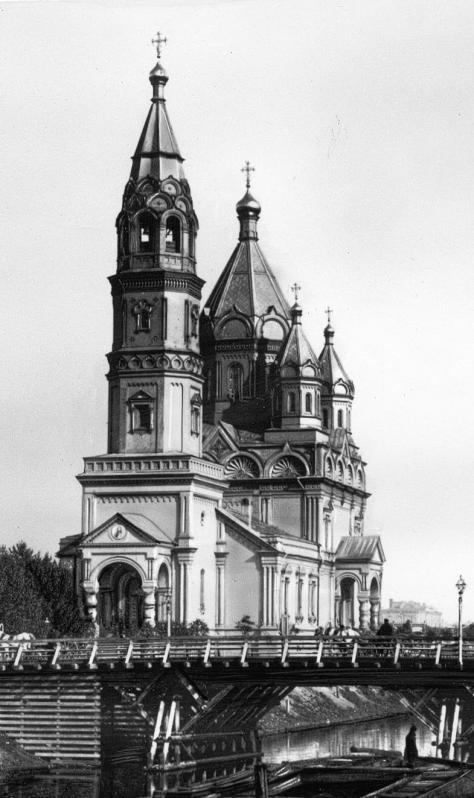
Церковь священномученика Мирона (склеп в храме)
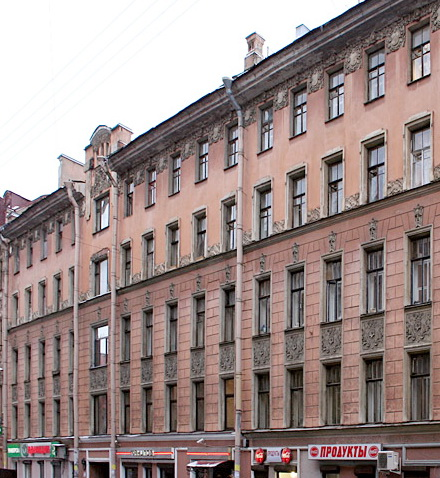
Дом по 7-й Красноармейской ул., 5, построенный по проекту Грушецкого
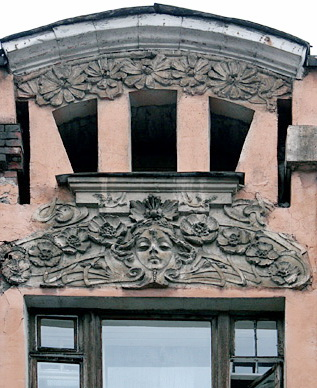
Фронтон дома по 7-й Красноармейской ул., 5, с крылатой головой валькирии